# Rollierendes Geldmarktdarlehen

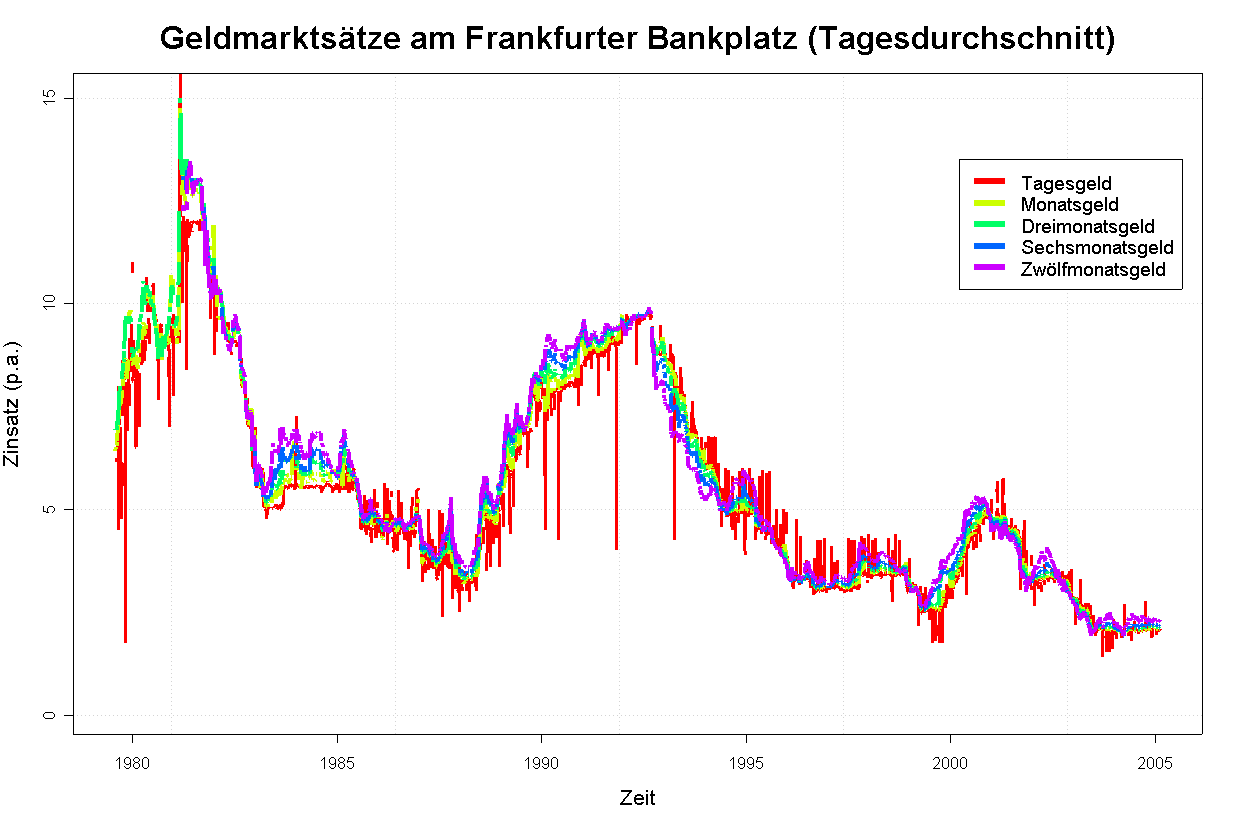
Kurzfristige Geldmarktzinssätze der Bundesbank seit 1980

Als Rollierendes Geldmarktdarlehen bezeichnet man ein mittel- bis langfristiges Darlehen, bei dem die Darlehensschuld zum Ende eines der innerhalb der Vertragsdauer liegenden Zinsbindungszeiträume flexibel zurückgezahlt werden kann. Bekannter ist solch ein Darlehen unter der Bezeichnung Roll-over-Kredit.
Reziprok zur Geldanlage auf einem Geldmarkt-Konto oder in Geldmarktpapieren, die für den Sparer kurzfristig verfügbar sind, ist für den Darlehensnehmer das Geldmarkt-Darlehen schnell verfügbar und kann rasch abgelöst werden. Der Zinssatz orientiert sich bei diesen kurzfristigen Geschäften an den Geldmarktzinsen und ist daher typischerweise günstiger. Referenzsatz für Zinsänderungen ist bei Euro-Darlehen in der Regel der EURIBOR, bei Darlehen in Schweizer Franken der LIBOR – jeweils mit der der Zinsbindungsdauer entsprechenden Laufzeit. Die Belastung während der Darlehenslaufzeit beschränkt sich auf die Zahlung der Zinsen, deren Höhe jedoch variabel ist, da der Zinssatz jeweils zum Ende des Zinsbindungszeitraumes (üblicherweise 1, 3, 6 oder 12 Monate) dem Markt angepasst wird.
In der Regel werden Geldmarktdarlehen mit einer  Abtretung der Ansprüche aus Kapitallebensversicherungen, private Rentenversicherungen, Bausparverträgen oder Investmentfonds besichert.
Bekannt wurde das rollierende Geldmarktdarlehen, da der ehemalige Bundespräsident Christian Wulff in seiner Zeit als Ministerpräsident von Niedersachsen zwischen 2008 und 2011 einen Hauskauf dreistufig durch das Privatdarlehen einer Bekannten, ein rollierendes Geldmarktdarlehen und einen langfristigen Immobilienkredit finanzierte.